# Estalinismo

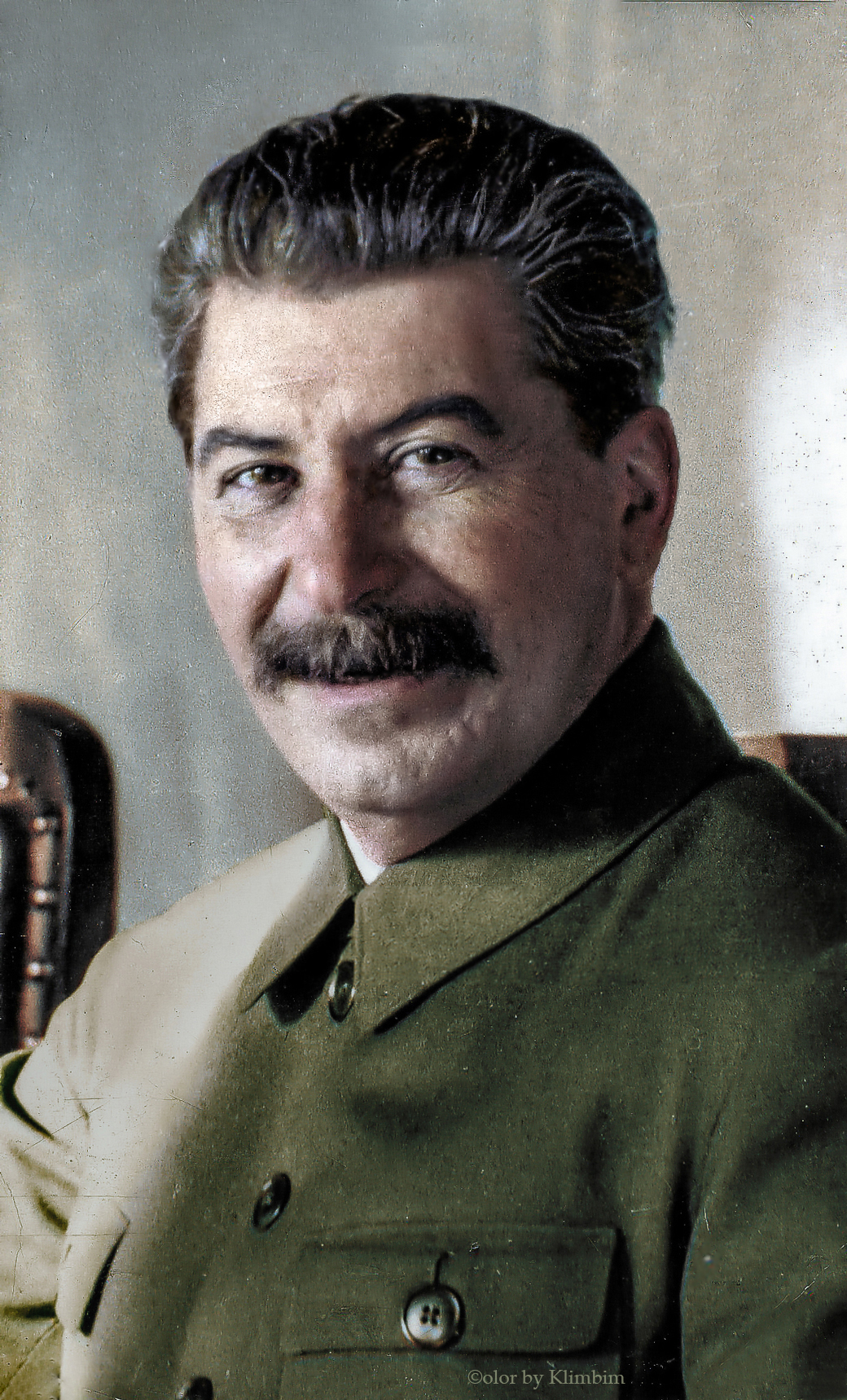
Iósif Stalin

Estalinismo o stalinismo es un término que se usa para referirse a la interpretación del principal movimiento comunista a lo largo del siglo XX, marxismo-leninismo, que Iósif Stalin desarrolló en la Unión Soviética y que después fue utilizado por algunos Estados basados en el modelo soviético (economía centralizada, unipartidismo, etc.); el antirrevisionismo, en cambio, sostiene que Stalin fue el legítimo sucesor de Lenin en la práctica del socialismo científico. 
Sin embargo, algunos analistas políticos afirman que el vocablo «estalinismo» es en ocasiones utilizado erróneamente como sinónimo de marxismo-leninismo, considerándolo en cambio como una variedad de fascismo. En cambio, los defensores del marxismo-leninismo partidarios de Stalin y algunos de los historiadores más destacados de la figura de Stalin sostienen que no existe el término de «estalinismo» y que en realidad Stalin siempre continuó el legado de Lenin.
A lo largo del siglo XX, muchos anticomunistas, desde conservadores hasta liberales, usaron la figura de Stalin para hacer crítica al comunismo en general, incluso considerando que el pensamiento de Stalin era marxista radicalizado. Otros autores han hecho comparaciones del régimen estalinista con el fascismo de Adolf Hitler y Benito Mussolini.

## Características
Entre las características que se le atribuye al sistema estalinista se encuentran:
- Autocracia,[5] autoritarismo y totalitarismo[6]
- Dogmatismo teórico[7]
- Culto a la personalidad[7]
- En materia de disciplina de partido, fuerte centralismo, en su versión de centralismo democrático
- Implantación del marxismo-leninismo a través de:
  - Socialización y colectivización forzada y controlada de la economía, sobre todo dirigida hacia los grandes latifundistas y pequeños terratenientes (kuláks), con un fuerte predominio de la administración del Estado.
  - Construcción de una economía socialista (también llamada «economía planificada», o dirigida por el Estado a través de los soviets y el Gosplán), que elaboraba planes quinquenales para planificar la producción agrícola e industrial.
  - La industrialización acelerada con el objetivo de construir las infraestructuras necesarias.

Con estas premisas, otros comunistas y socialistas, así como los capitalistas, por semejanza, analogía o implantación de este sistema, califican de «estalinistas» a otros regímenes, por ejemplo, Albania bajo el régimen de Enver Hoxha (hoxhaísmo) que continuaron con una fuerte vertiente antirrevisionista.
Durante su gobierno, Stalin convirtió a la Unión Soviética en una potencia mundial con un crecimiento vertiginoso que nunca consiguieron los jefes de estados posteriores,[cita requerida] quienes llamaron a la desestalinización. Durante su gobierno, aumentaron las competencias del control por parte del Comité Central del Partido Comunista de la Unión Soviética, algo considerado necesario por el partido para afrontar la industrialización y la posterior Segunda Guerra Mundial, es por este motivo que algunos detractores consideren a la extinta Unión Soviética un Estado obrero con deformaciones burocráticas y no un Estado socialista. Hay quienes van más allá al catalogarlo, en especial en círculos trotskistas, como una forma de estatalización o de capitalismo de Estado (Tony Cliff).
Stalin impulsó una economía y una sociedad cooperativista, con el objetivo de provocar un crecimiento que hiciera de la Unión Soviética una gran potencia industrial. Para ello se siguieron estas directrices:

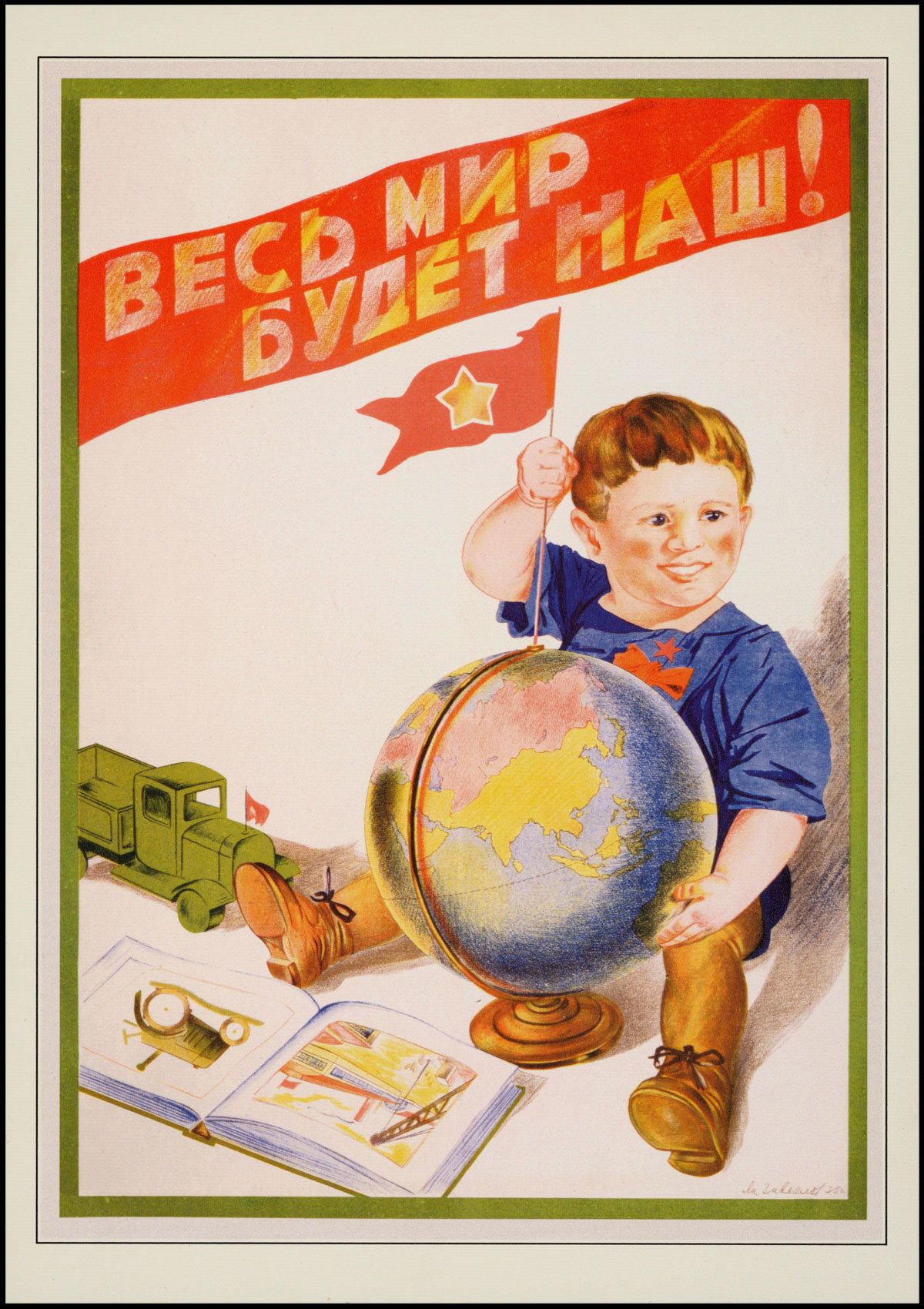
Todo el mundo será nuestro, póster de Yákov Zaviálov, 1935.

- Se prohibió la propiedad privada de los grandes medios de producción convirtiéndose los latifundios, fábricas y transportes en pequeñas corporaciones o trusts.[9] las editoriales, los periódicos y las imprentas eran de propiedad estatal.
- Se dio prioridad a la industria pesada con el objetivo de construir las infraestructuras necesarias y la electrificación del país (plan GOELRO).
- Se instituyó una economía dirigida por el Estado (soviets y Gosplán) mediante planes quinquenales (Véase Economía de la Unión Soviética)
- La colectivización obligatoria de los medios de producción agrícola e industrial (Véase colectivización en la Unión Soviética).
- La militarización de la sociedad y de los cuadros del Partido (Véase historia militar de la Unión Soviética).
- Intensa represión de los opositores y contrarrevolucionarios. Gran parte de los opositores terminaban en campos de trabajo forzado conocidos como Gulags. (Véase represión política en la Unión Soviética y investigación reprimida en la Unión Soviética).[10][11]
- Fuerte presencia de la propaganda estatal y el fomento del patriotismo como una forma de organizar a los trabajadores (agitprop, realismo socialista).

## Como teoría política

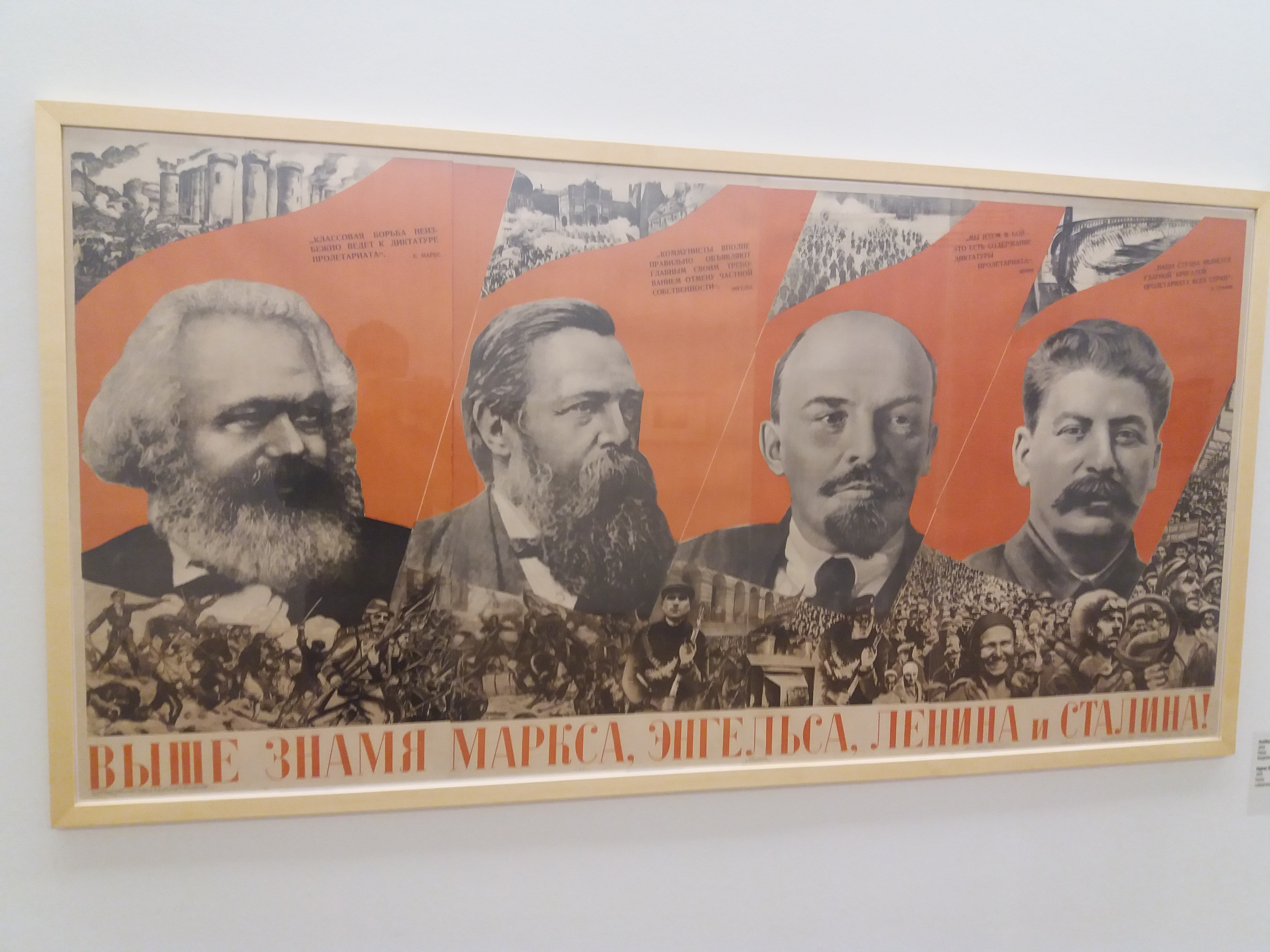
Cartel propagandístico estalinista de Gustav Klutsis: "¡Eleva la bandera de Marx, Engels, Lenin y Stalin!"

El término utilizado en la Unión Soviética y que continuaron utilizando quienes apoyaron su política, el Marxismo-Leninismo, se designaba oficialmente la doctrina revolucionaria en la Unión Soviética. Esto debido al hecho de que Stalin no representó tanto una doctrina/tesis superior a la de Marx, Engels y Lenin. El denominado «estalinismo» se centra en interpretar y aplicar las ideas de aquellos, construyendo un sistema político que adapta las ideas Marxistas-Leninistas a las necesidades cambiantes de la sociedad. Entre quienes dicen profesar el marxismo o el leninismo, hay muchos que ven al estalinismo como una perversión de esta ideología; los trotskistas en particular son virulentamente antiestalinistas, considerando a Stalin como un contra-revolucionario que utilizaba a Marx como excusa, algo que también piensan los partidarios de Stalin sobre Trotski.
Los seguidores de Stalin creían que era la máxima autoridad del leninismo, después de la muerte de Lenin en 1924, tras haber sido elegido Secretario General del Partido Comunista de la Unión Soviética en el XII Congreso. Enfatizaron el hecho de que Trotski no se unió definitivamente a los bolcheviques hasta 1917, aunque colaboraba con Lenin en el Partido Obrero Socialdemócrata de Rusia desde 1902, y afirmaban que Trotski no creía realmente en las contribuciones de Lenin (necesidad de un partido de vanguardia, ley del desarrollo desigual). También recordaban que Lenin fue repetidamente muy crítico con Trotski (al cual denominó en ocasiones Judas Trotski). Excepto cuando Trotski encabezó el Sóviet de Petrogrado y coordinó su labor con el Comité Militar Revolucionario de Petrogrado el cual dirigió las operaciones de derrocamiento del Gobierno provisional ruso durante la Revolución de Octubre. Asimismo, Trotski fue en la práctica el fundador del Ejército Rojo, designado «comisario del pueblo para la Guerra» entre 1918 y 1924.
Las principales ideas de Stalin dentro de la práctica política fueron:
- Defensa del socialismo en un solo país como modo de supervivencia del socialismo en la Unión Soviética.
- La lucha de clases se agravaría a lo largo del desarrollo del socialismo, con lo que sería necesario aumentar el control por parte del partido y del Comité Central, pero desde las masas trabajadoras como forma eficaz de desarrollar la dictadura del proletariado en avance hacia el comunismo.[cita requerida]

## En lo económico y en lo político

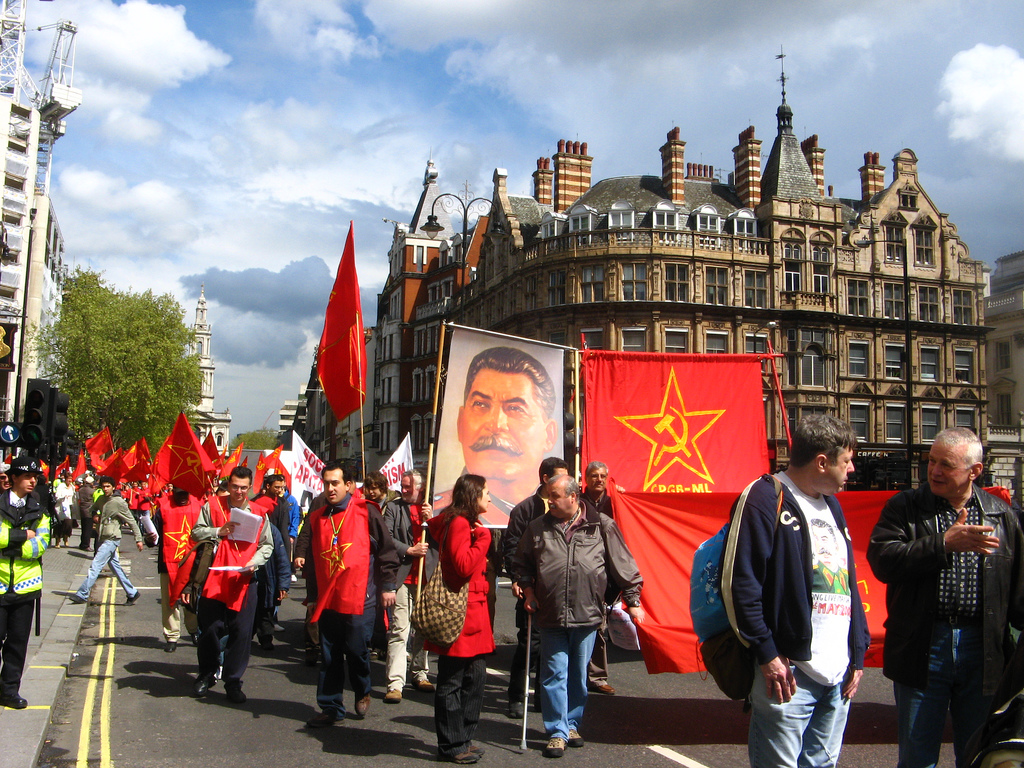
Manifestación en Londres.

El término fue primero utilizado por los trotskistas opuestos al régimen socialista de la Unión Soviética. Los trotskistas argumentan que la Unión Soviética estalinista no era socialista ni comunista, pero sí un Estado de trabajadores ~burocratizado~ y degenerado; un estado no capitalista en el que la explotación estaba controlada por una casta dirigente, denominada nomenklatura que, aunque no era propietaria de los medios de producción y no era una clase social, acumulaba beneficios y privilegios a costa de la clase trabajadora.
Construyendo y transformando el legado de Lenin, Stalin dirigió el sistema socialista de la Unión Soviética durante los años 1920 y 1930. Una serie de planes quinquenales hicieron posible el desarrollo acelerado de su economía. Grandes avances se observaron en muchos sectores, especialmente en el del hierro, explotación del carbón y acero. La sociedad fue llevada de una posición de décadas de retraso respecto a Occidente a una posición de igualdad económica y científica en treinta años, según algunos datos estadísticos. Algunos historiadores de la economía actualmente creen que fue el más rápido crecimiento económico que haya tenido lugar en la historia.

A causa del prestigio e influencia de la Revolución de Octubre en Rusia, muchos países que durante el siglo XX buscaron un modelo alternativo al sistema de economía de mercado siguieron los pasos de la Unión Soviética, tanto política como económicamente.
Entre los años 1924 y 1953 la Unión Soviética fue gobernada por Iósif Stalin, por lo que este periodo se conoce como el estalinismo. Políticamente, el ascenso al poder de Stalin expresó el despliegue de un estado burocrático y autoritario, el establecimiento de un cambio radical en la puesta en práctica del socialismo, que fue diseñado por la revolución bolchevique.
Después de la muerte de Stalin en 1953, su sucesor Nikita Jrushchov repudió sus políticas, condenó el culto a la personalidad de Stalin en su discurso secreto del XX Congreso del Partido en 1956, e instituyó un proceso de desestalinización y liberalización (dentro del mismo marco político), la tesis reformista del tránsito por la vía pacífica al socialismo y la coexistencia con el imperialismo. Este proceso de apertura se dio en llamar el deshielo de acuerdo con el título de la novela de Iliá Erenburg. En consecuencia muchos de los partidos comunistas de todo el mundo que habían mostrado su apoyo a Stalin, adoptaron las posiciones reformistas moderadas de Jrushchov, con mayor o menor agrado. Las excepciones por parte de países socialistas fueron la República Popular de China y la República Popular de Albania, gobernadas por Mao Zedong y Enver Hoxha respectivamente, países que llegaron a cortar las relaciones con el resto de países del Bloque del Este en los años 1960. China siguió la ideología maoísta; Albania rechazó la condena del XX Congreso, y declaró su fidelidad al gobierno de Stalin. En este momento se pasó a diferenciar entre distintos grupos de partidos comunistas: prosoviéticos, proalbaneses u hoxhaístas, y maoístas o prochinos.

## En el mundo

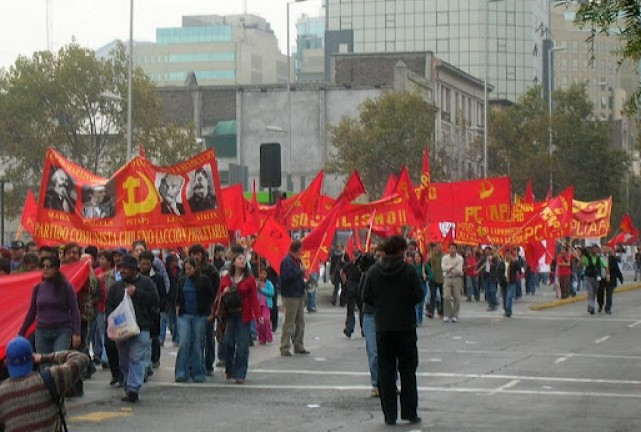
Manifestación del Partido Comunista Chileno (Acción Proletaria) por el 1 de mayo en Santiago, con un lienzo incluyendo retratos de Marx, Engels, Lenin y Stalin.

El estalinismo en otros países (principalmente en las décadas de 1930 a 1950), estuvo asociado directamente al alineamiento a las políticas de Moscú y del Komintern. Varios gobernantes de estos regímenes podrían, según los críticos de Stalin, ser considerados «estalinistas», como Mátyás Rákosi en Hungría, Georgi Dimitrov en Bulgaria, Klement Gottwald en Checoslovaquia, Bolesław Bierut en Polonia, Kim-Il Sung en Corea del Norte, Wilhelm Pieck en la Alemania Oriental o Horloogiyn Choybalsan en Mongolia.
Otro regímen socialista considerado por algunos como estalinista fue el de Enver Hoxha en Albania, el cual lo declaraba abiertamente e incluso mantuvo una efigie del gobernante soviético en la plaza principal de Tirana, cuando en el resto de Europa Oriental los homenajes a Stalin ya habían cesado. Sin embargo, determinados gobiernos, aunque socialistas, no encajan en la definición de estalinistas por adoptar otras medidas económicas y alineamientos geopolíticos distintos, como el régimen de Nicolae Ceausescu en Rumania, el de Fidel Castro y Raúl Castro en Cuba o el de Deng Xiaoping en China. También se han dado casos de regímenes socialistas que inicialmente fueron estalinistas pero que posteriormente abandonaron el estalinismo, como por ejemplo, el regímen de Josip Broz Tito en Yugoslavia (que en sus primeros años fue estalinista pero que abandonó formalmente el estalinismo en el año 1948 cuando ocurrió la ruptura Tito-Stalin) o el de Gheorghe Gheorghiu-Dej en Rumania (que también fue estalinista en sus primeros años pero que abandonó oficialmente el estalinismo en el año 1956 cuando se unió a la desestalinización, proceso que tuvo repercusión en varios de los estados socialistas del bloque del este a excepción de la Albania de Enver Hoxha que siguió fiel a la línea estalinista).

## Críticas
Los trotskistas suelen referir al conjunto de sistemas políticos con elementos comunes o afines a los desarrollados o implementados durante el mandato de Stalin, asociados por estos a Estados obreros degradados, es decir, que experimentaron una serie de transformaciones o deformaciones burocráticas.
El escritor británico George Orwell, en su novela satírica de 1945 titulada Rebelión en la granja, hace una caricatura de lo que fue el antirrevisionismo en la Unión Soviética. En el molino de viento representa los Planes Quinquenales de Stalin, y la ilusión de Trotski por conseguir un socialismo mundial la asemeja a la ilusión de los molinos del Quijote.
El historiador adscrito a la Nueva Izquierda E. P. Thompson, en su artículo «El humanismo socialista. Una epístola a los filisteos» (1957), acusó al estalinismo de inmoral y de ir contra los valores del socialismo y del marxismo humanista. Según Thompson, el estalinismo se distinguía por poseer tres características básicas:
- Antiintelectualismo, con base en el elitismo de partido y en un inmovilismo doctrinal.
- Nihilismo moral, producto de la enajenación provocada por un culto a la personalidad de índole religiosa y por la burocracia. Dicho nihilismo justificaba cualquier acción, como las purgas.
- Negación del individuo y de la creatividad del trabajo humano, dado el carácter antidemocrático de dicha ideología.